# IC 2098
IC 2098 је спирална галаксија у сазвјежђу Еридан која се налази на листи објеката дубоког неба у Индекс каталогу.
Деклинација објекта је - 5° 25' 6" а ректасцензија 4h 50m 44,2s. Привидна величина (магнитуда) објекта IC 2098 износи 13,8 а фотографска магнитуда 14,5. IC 2098 је још познат и под ознакама MCG -1-13-18, FGC 509, IRAS 04482-0530, PGC 16144.